# Tyto deroepstorffi
Tyto deroepstorffi  (лат.) — вид хищных птиц семейства сипуховых, обитают на Андаманских островах. Подвидов не выделяют.

## Описание

### Внешний вид
Общая длина птицы — 33—36 см; масса — 250—264 г.
Небольшая сова рода Tyto без «ушек»-пучков.
У Tyto deroepstorffi лицевой диск винного цвета с широкой охристой каймой; глаза тёмно-карие. Клюв кремового цвета. Верхняя часть тела тёмно-коричневая, с пятнами шоколадного и оранжевого оттенков. Грудь золотисто-рыжая, с тёмными пятнышками; живот белый. Ноги оперённые, светло-охристого цвета. Пальцы тёмные, серо-розовые, с мощными когтями.

### Голос
На записях зафиксировано пронзительное, повторяющееся несколько раз «шрииит».

### Отличия от других видов
Отличается от сипухи более ярким цветом оперения и более сильными когтями; у других видов есть серая вуаль с чёрно-белыми пятнами, которой у Tyto deroepstorffi нет.

## Распространение и места обитания
Официально эндемик Андаманских островов; на данный момент вид плохо изучен — существует всего несколько полевых записей, поймано не более пяти птиц.
Сова была обнаружена в прибрежных районах и полях, а также вблизи человеческих поселений.

## Питание
В нескольких найденных погадках совы были обнаружены кости крыс и мышей.